# Courtland (Virginia)
Courtland è un comune degli Stati Uniti d'America, situato nello Stato della Virginia, nella Contea di Southampton, della quale è il capoluogo.